# Kvalifikace na Mistrovství světa ve fotbale 1998 (UEFA) – skupina 8
Zápasy této kvalifikační skupiny na Mistrovství světa ve fotbale 1998 se konaly v letech 1996 a 1997. Ze šesti účastníků si postup na závěrečný turnaj zajistil vítěz skupiny. Druhý tým skupiny hrál buď baráž, nebo postoupil také přímo (pokud byl nejlepší v žebříčku týmů na druhých místech).

## Tabulka
| Poř. | Tým             | B  | Z  | V | R | P  | VG | IG | +/- |
| ---- | --------------- | -- | -- | - | - | -- | -- | -- | --- |
| 1    | Rumunsko        | 28 | 10 | 9 | 1 | 0  | 37 | 4  | 33  |
| 2    | Irsko           | 18 | 10 | 5 | 3 | 2  | 22 | 8  | 14  |
| 3    | Litva           | 17 | 10 | 5 | 2 | 3  | 11 | 8  | 3   |
| 4    | Makedonie       | 13 | 10 | 4 | 1 | 5  | 22 | 18 | 4   |
| 5    | Island          | 9  | 10 | 2 | 3 | 5  | 11 | 16 | -5  |
| 6    | Lichtenštejnsko | 0  | 10 | 0 | 0 | 10 | 3  | 52 | -49 |

## Zápasy
| 24. dubna 1996                                    |        |                 |                                                               |
| Makedonie                                         | 3 – 0  | Lichtenštejnsko | Gradski, Skopje diváci: 11 500 rozhodčí: Loizos Loizou (Kypr) |
| Milosevski 6' Babunski 49' (pen.) Zaharievski 78' | Report |                 | Gradski, Skopje diváci: 11 500 rozhodčí: Loizos Loizou (Kypr) |

| 1. června 1996    |        |            |                                                                                |
| Island            | 1 – 1  | Makedonie  | Laugardalsvöllur, Reykjavík diváci: 3 051 rozhodčí: Roelof Luinge (Nizozemsko) |
| A. Gudjónsson 63' | Report | Memedi 60' | Laugardalsvöllur, Reykjavík diváci: 3 051 rozhodčí: Roelof Luinge (Nizozemsko) |

| 31. srpna 1996                      |        |       |                                                                      |
| Rumunsko                            | 3 – 0  | Litva | Steaua, Bukurešť diváci: 9 000 rozhodčí: Vasilij Melničuk (Ukrajina) |
| Moldovan 20' Petrescu 65' Gâlcă 77' | Report |       | Steaua, Bukurešť diváci: 9 000 rozhodčí: Vasilij Melničuk (Ukrajina) |

| 31. srpna 1996  |        |                                                 |                                                                                    |
| Lichtenštejnsko | 0 – 5  | Irsko                                           | Sportpark Eschen-Mauren, Eschen diváci: 3 900 rozhodčí: Sergei Shmolik (Bělorusko) |
|                 | Report | Townsend 5' O'Neill 9' Quinn 12', 61' Harte 20' | Sportpark Eschen-Mauren, Eschen diváci: 3 900 rozhodčí: Sergei Shmolik (Bělorusko) |

| 5. října 1996                    |        |        |                                                                  |
| Litva                            | 2 – 0  | Island | Zalgiris, Vilnius diváci: 8 000 rozhodčí: Marnix Sandra (Belgie) |
| Jankauskas 22' (pen.) Šlekys 74' | Report |        | Zalgiris, Vilnius diváci: 8 000 rozhodčí: Marnix Sandra (Belgie) |

| 9. října 1996 |        |                                                       |                                                                                 |
| Island        | 0 – 4  | Rumunsko                                              | Laugardalsvöllur, Reykjavík diváci: 3 064 rozhodčí: Claude Détruche (Švýcarsko) |
|               | Report | D. Munteanu 21' Hagi 60' Gh. Popescu 75' Petrescu 81' | Laugardalsvöllur, Reykjavík diváci: 3 064 rozhodčí: Claude Détruche (Švýcarsko) |

| 9. října 1996                 |        |           |                                                                           |
| Irsko                         | 3 – 0  | Makedonie | Lansdowne Road, Dublin diváci: 31 671 rozhodčí: Knud Erik Fisker (Dánsko) |
| McAteer 8' Cascarino 46', 70' | Report |           | Lansdowne Road, Dublin diváci: 31 671 rozhodčí: Knud Erik Fisker (Dánsko) |

| 9. října 1996                 |        |                 |                                                                         |
| Litva                         | 2 – 1  | Lichtenštejnsko | Zalgiris, Vilnius diváci: 8 000 rozhodčí: Xaqani Memmedov (Ázerbájdžán) |
| Jankauskas 43' Narbekovas 55' | Report | H.Zech 53'      | Zalgiris, Vilnius diváci: 8 000 rozhodčí: Xaqani Memmedov (Ázerbájdžán) |

| 9. listopadu 1996 |        | |                                                                                 |
| Lichtenštejnsko   | 1 – 11 | Makedonie                                                                                              | Sportpark Eschen-Mauren, Eschen diváci: 2 700 rozhodčí: Haim Lipkovitz (Izrael) |
| F. Schädler 78'   | Report | Glavevski 8', 12', 60' Hristov 23' Stojkovski 30', 43' Micevski 45', 49' Cirić 53', 87' V.Micevski 90' | Sportpark Eschen-Mauren, Eschen diváci: 2 700 rozhodčí: Haim Lipkovitz (Izrael) |

| 10. listopadu 1996 |        |        |                                                                                |
| Irsko              | 0 – 0  | Island | Lansdowne Road, Dublin diváci: 32 620 rozhodčí: Stefan Ormandzhiev (Bulharsko) |
|                    | Report |        | Lansdowne Road, Dublin diváci: 32 620 rozhodčí: Stefan Ormandzhiev (Bulharsko) |

| 14. prosince 1996 |        |                              |                                                                       |
| Makedonie         | 0 – 3  | Rumunsko                     | Gradski, Skopje diváci: 14 000 rozhodčí: Roger Philippi (Lucembursko) |
|                   | Report | Popescu 36', 45', 90' (pen.) | Gradski, Skopje diváci: 14 000 rozhodčí: Roger Philippi (Lucembursko) |

| 29. března 1997                                                                 |        |                 |                                                                   |
| Rumunsko                                                                        | 8 – 0  | Lichtenštejnsko | Steaua, Bukurešť diváci: 3 000 rozhodčí: Romans Lajuks (Lotyšsko) |
| V. Moldovan 10' Popescu 28', 30', 68', 88' Hagi 47' Petrescu 48' Craioveanu 71' | Report |                 | Steaua, Bukurešť diváci: 3 000 rozhodčí: Romans Lajuks (Lotyšsko) |

| 2. dubna 1997 |        |                 |                                                                      |
| Litva         | 0 – 1  | Rumunsko        | Zalgiris, Vilnius diváci: 10 000 rozhodčí: Edgar Steinborn (Německo) |
|               | Report | V. Moldovan 73' | Zalgiris, Vilnius diváci: 10 000 rozhodčí: Edgar Steinborn (Německo) |

| 2. dubna 1997                          |        |                         |                                                                       |
| Makedonie                              | 3 – 2  | Irsko                   | Gradski, Skopje diváci: 11 000 rozhodčí: Alfredo Trentalange (Itálie) |
| Stojkovski 28', 44' (pen.) Hristov 59' | Report | McLoughlin 8' Kelly 78' | Gradski, Skopje diváci: 11 000 rozhodčí: Alfredo Trentalange (Itálie) |

| 30. dubna 1997 |        |       |                                                                            |
| Rumunsko       | 1 – 0  | Irsko | Ghencea, Bukurešť diváci: 25 000 rozhodčí: Mario van der Ende (Nizozemsko) |
| Ilie 33'       | Report |       | Ghencea, Bukurešť diváci: 25 000 rozhodčí: Mario van der Ende (Nizozemsko) |

| 30. dubna 1997  |        |                                |                                                                              |
| Lichtenštejnsko | 0 – 2  | Litva                          | Sportpark Eschen-Mauren, Eschen diváci: 812 rozhodčí: Bujar Pregja (Albánie) |
|                 | Report | Jankauskas 66' Ražanauskas 89' | Sportpark Eschen-Mauren, Eschen diváci: 812 rozhodčí: Bujar Pregja (Albánie) |

| 21. května 1997                           |        |                 |                                                                        |
| Irsko                                     | 5 – 0  | Lichtenštejnsko | Lansdowne Road, Dublin diváci: 33 200 rozhodčí: Andrei Butenko (Rusko) |
| Connolly 28', 34', 41' Cascarino 61', 80' | Report |                 | Lansdowne Road, Dublin diváci: 33 200 rozhodčí: Andrei Butenko (Rusko) |

| 7. června 1997 |        |        |                                                                 |
| Makedonie      | 1 – 0  | Island | Gradski, Skopje diváci: 10 000 rozhodčí: Vadim Zhuk (Bělorusko) |
| Hristov 54'    | Report |        | Gradski, Skopje diváci: 10 000 rozhodčí: Vadim Zhuk (Bělorusko) |

| 11. června 1997 |        |       |                                                                           |
| Island          | 0 – 0  | Litva | Laugardalsvöllur, Reykjavík diváci: 4 025 rozhodčí: Leslie Irvine (Irsko) |
|                 | Report |       | Laugardalsvöllur, Reykjavík diváci: 4 025 rozhodčí: Leslie Irvine (Irsko) |

| 20. srpna 1997                                |        |                 |                                                   |
| Rumunsko                                      | 4 – 2  | Makedonie       | Ghencea, Bukurešť rozhodčí: Metin Tokat (Turecko) |
| V. Moldovan 36', 68' Gâlcă 40' Dumitrescu 66' | Report | Djokic 52', 90' | Ghencea, Bukurešť rozhodčí: Metin Tokat (Turecko) |

| 20. srpna 1997 |        |       |                                                                                      |
| Irsko          | 0 – 0  | Litva | Lansdowne Road, Dublin diváci: 32 620 rozhodčí: Jorge Monteiro Coroado (Portugalsko) |
|                | Report |       | Lansdowne Road, Dublin diváci: 32 620 rozhodčí: Jorge Monteiro Coroado (Portugalsko) |

| 20. srpna 1997                                                            |        |                 |                                                                               |
| Island                                                                    | 4 – 0  | Lichtenštejnsko | Laugardalsvöllur, Reykjavík diváci: 1 651 rozhodčí: Oleg Timofeyev (Estonsko) |
| Th. Gudjónsson 56' T. Gudmundsson 59' A. Gudjóhnsen 68' B. Gudjónsson 74' | Report |                 | Laugardalsvöllur, Reykjavík diváci: 1 651 rozhodčí: Oleg Timofeyev (Estonsko) |

| 6. září 1997    |        |                                                                                  |                                                                                 |
| Lichtenštejnsko | 1 – 8  | Rumunsko                                                                         | Sportpark Eschen-Mauren, Eschen diváci: 5 100 rozhodčí: Alfred Micallef (Malta) |
| M.Frick 62'     | Report | V. Moldovan 5' Craioveanu 10', 32' Doboş 35' D. Munteanu 43', 45', 67' Barbu 67' | Sportpark Eschen-Mauren, Eschen diváci: 5 100 rozhodčí: Alfred Micallef (Malta) |

| 6. září 1997                        |        |                                         |                                                                               |
| Island                              | 2 – 4  | Irsko                                   | Laugardalsvöllur, Reykjavík diváci: 3 981 rozhodčí: Ante Kulusic (Chorvatsko) |
| B. Gunnarsson 45' H. Sigurdsson 47' | Report | Connolly 13' Keane 55', 65' Kennedy 79' | Laugardalsvöllur, Reykjavík diváci: 3 981 rozhodčí: Ante Kulusic (Chorvatsko) |

| 6. září 1997                   |        |           |                                                                         |
| Litva                          | 2 – 0  | Makedonie | Zalgiris, Vilnius diváci: 6 000 rozhodčí: Lucílio Batista (Portugalsko) |
| Ivanauskas 27' Preikšaitis 88' | Report |           | Zalgiris, Vilnius diváci: 6 000 rozhodčí: Lucílio Batista (Portugalsko) |

| 10. září 1997                       |        |        |                                                                  |
| Rumunsko                            | 4 – 0  | Island | Ghencea, Bukurešť diváci: 5 256 rozhodčí: David Elleray (Anglie) |
| Hagi 9', 82' Petrescu 41' Gâlcă 65' | Report |        | Ghencea, Bukurešť diváci: 5 256 rozhodčí: David Elleray (Anglie) |

| 10. září 1997 |        |                    |                                                                 |
| Litva         | 1 – 2  | Irsko              | Zalgiris, Vilnius diváci: 8 000 rozhodčí: Giorgos Bikas (Řecko) |
| Žiukas 51'    | Report | Cascarino 17', 72' | Zalgiris, Vilnius diváci: 8 000 rozhodčí: Giorgos Bikas (Řecko) |

| 11. října 1997 |        |          |                                                                          |
| Irsko          | 1 – 1  | Rumunsko | Lansdowne Road, Dublin diváci: 34 500 rozhodčí: Nikolai Levnikov (Rusko) |
| Cascarino 83'  | Report | Hagi 53' | Lansdowne Road, Dublin diváci: 34 500 rozhodčí: Nikolai Levnikov (Rusko) |

| 11. října 1997 |        |                  |                                                               |
| Makedonie      | 1 – 2  | Litva            | Gradski, Skopje diváci: 4 000 rozhodčí: Miroslav Liba (Česko) |
| Šakiri 45'     | Report | Buitkus 69', 83' | Gradski, Skopje diváci: 4 000 rozhodčí: Miroslav Liba (Česko) |

| 11. října 1997  |        |                                                                     |                                                                            |
| Lichtenštejnsko | 0 – 4  | Island                                                              | Sportpark Eschen-Mauren, Eschen diváci: 550 rozhodčí: Alan Howells (Wales) |
|                 | Report | Daníelsson 28' B. Gunnarsson 40' Sg. Jónsson 62' T. Gudmundsson 63' | Sportpark Eschen-Mauren, Eschen diváci: 550 rozhodčí: Alan Howells (Wales) |